# روزنامه‌نگاری مراقبتی
روزنامه‌نگاری مراقبتی (انگلیسی: Watchdog journalism) مجله‌ای را معرفی می‌کند که دربارهٔ آنچه که در موسسات و جامعه می‌گذرد، است. به خصوص در شرایطی که بخش مهمی از جامعه نیاز به تغییر در واکنش‌ها دارد.
ممکن است شامل موارد زیر باشد:
- شرایط کنترل حقایق از منابع موثق عمومی
- مصاحبه با افراد مهم و به چالش کشیدن آن‌ها با مشکلات و نگرانی‌ها
- گزارش لحظه‌ای برای جمع‌آوری اطلاعات از جلساتی که اعضای جامعه شاید در آنها شرکت نکنند و برای نمایش در جوامع خارجی
- روزنامه‌نگاری تحقیقی که شامل جمع‌آوری اطلاعات دربارهٔ یک موضوع در مدت زمان طولانی است.

مثل یک سگ محافظ واقعی که وقتی متوجه مزاحم شود پارس می‌کند، منظور از مراقبت یعنی هشدار به بقیه وقتی مشکلی تشخیص داده می‌شود. موضوعات رایج فرایندهای تصمیم‌گیری در دولت، فعالیت غیرقانونی، فساد، موضوعات حفظ مصرف‌کننده و مشکلات محیطی است.
روزنامه‌نگاری مراقبتی می‌تواند در رسانه‌های خبری مختلف مثل رادیو، تلویزیون، اینترنت و رسانه‌های چاپی جای گیرد. تا جایی که ممکن است به عنوان یک قدرت منحصر بفرد از روزنامه‌ها و رسانه‌های جدید و مفاهیمی مثل وبلاگ و روزنامه‌نگاری شهروندی دیده شود. روزنامه‌نگارهای مراقبتی به عنوان مردان مراقب هم نامیده می‌شوند و عوامل کنترل اجتماعی یا اولیای اخلاقی هستند.